# Technomyrmex griseopubens
Technomyrmex griseopubens är en myrart som först beskrevs av Wheeler 1922.  Technomyrmex griseopubens ingår i släktet Technomyrmex och familjen myror. Inga underarter finns listade i Catalogue of Life.